# Felicja Meda
Felicja Meda,  wł.: Felicia Meda (ur. w 1378 w Mediolanie; zm. 30 września 1444 w Pesaro) – włoska zakonnica, klaryska, błogosławiona Kościoła katolickiego.
Urodziła się znanej włoskiej rodzinie szlacheckiej Medów, jako najstarsza z trojga rodzeństwa. Jeszcze jako dziecko straciła nagle oboje rodziców. Wydarzenie to wywarło wpływ na jej życie duchowe. Już w wieku dwunastu lat postanowiła poświęcić się życiu w czystości i służbie Bogu. W 1400 wstąpiła do zakonu klarysek w klasztorze św. Urszuli w Mediolanie. Wkrótce w jej ślady poszła jej siostra, a brat wstąpił do zakonu franciszkanów. Przez 25 lat w klasztornych murach poświęcała się modlitwie i pokucie, prowadząc ascetyczny tryb życia. Podejmowała wiele postów, biczowała się na pamiątkę męki Chrystusa oraz nosiła włosienicę. Jej stanowcza postawa sprawiła, że wybrana została przełożoną klasztoru. Pod jej kierownictwem mediolański klasztor stał się znany w okolicy.
W 1439 księżna, żona Galeazzo Malatesty, księcia Pesaro, zaproponowała jej, że ufunduje klasztor w Pesaro, jeśli Felicja się tam przeniesie. Po uzyskaniu zgody przełożonego generalnego, Felicja wraz z siedmioma siostrami przeniosła się do Pesaro, gdzie utworzony został zakon klarysek z kościołem pw. Bożego Ciała. Podczas jej przybycia miejscowy ludzie przybyli, aby przywitać zakonnice. Wśród nich była żona księcia, która przybyła z powozami, aby zawieźć zakonnice do klasztoru. One jednak odmówiły i udały się tam pieszo. 
Przełożoną klasztoru w Pesaro Felicja była zaledwie cztery lata. Zmarła w opinii świętości 30 września 1444 w wieku 66 lat. Mieszkańcy Pesaro wierzyli, że dzięki jej wstawiennictwu zostali uchronieni od plag i wojen, a osoby pielgrzymujące do jej grobu doznawały wielu łask. Jej kult jako błogosławionej został zatwierdzony 2 maja 1807 roku przez papieża Piusa VII. Wspomnienie liturgiczne obchodzone jest 5 października (niektóre źródła podają 30 września).